# 若望一世·德·盧森堡-利尼
若望一世（法語：Jean Ier de Luxembourg-Ligny，1313年—1364年5月17日），利尼領主，瓦勒良二世之子，1354年至1364年在位。

## 家庭
1330年左右，若望一世與當皮埃爾的艾莉克絲（Alix de Dampierre）結婚，兩人共有2子2女：
1. 居伊（—1371年）
2. 若望（法语：Jean de Luxembourg-Ligny）（—1373年）
3. 瑪麗（—約1382年）
4. 讓娜（—1392年）